# Lijst van schilderijen in het Rijksmuseum Amsterdam/Anonieme Franse schilders
Lijst van schilderijen in het Rijksmuseum Amsterdam met werken van anonieme schilders afkomstig uit Frankrijk.
| Inventarisnummer | Toeschrijving           | Titel                                                          | Datering      | Afbeelding |
| ---------------- | ----------------------- | -------------------------------------------------------------- | ------------- | ---------- |
| SK-A-4212        | Anoniem (Frankrijk)     | Le voeu du faisan                                              | Ca. 1500-1600 |            |
| SK-A-504         | Anoniem (Frankrijk)     | Portret van Gaston de Foix                                     | 1600-1700 (?) |            |
| SK-A-3916        | Anoniem (Frankrijk)     | Reeks van vier decoratieve schilderingen met planten en dieren | 1760-1800     |            |
| SK-A-3917        | Anoniem (Frankrijk)     | Reeks van vier decoratieve schilderingen met planten en dieren | 1760-1800     |            |
| SK-A-3918        | Anoniem (Frankrijk)     | Reeks van vier decoratieve schilderingen met planten en dieren | 1760-1800     |            |
| SK-A-3919        | Anoniem (Frankrijk)     | Reeks van vier decoratieve schilderingen met planten en dieren | 1760-1800     |            |
| SK-C-1652        | Anoniem (Frankrijk?)    | Portret van Jacob de Vos Willemsz.                             | Ca. 1795      |            |
| SK-A-3279        | Anoniem (Frankrijk)     | Portret van een vrouw                                          | 1740-1760     |            |
| SK-A-3116        | Anoniem (Avignon)       | De heilige Dionysius de Areopagiet in gebed                    | 1505-1510     |            |
| SK-A-320         | Anoniem (Fontainebleau) | Portret van een vrouw                                          | 1550-1575     |            |